# Kościół Przemienienia Pańskiego w Warszawie

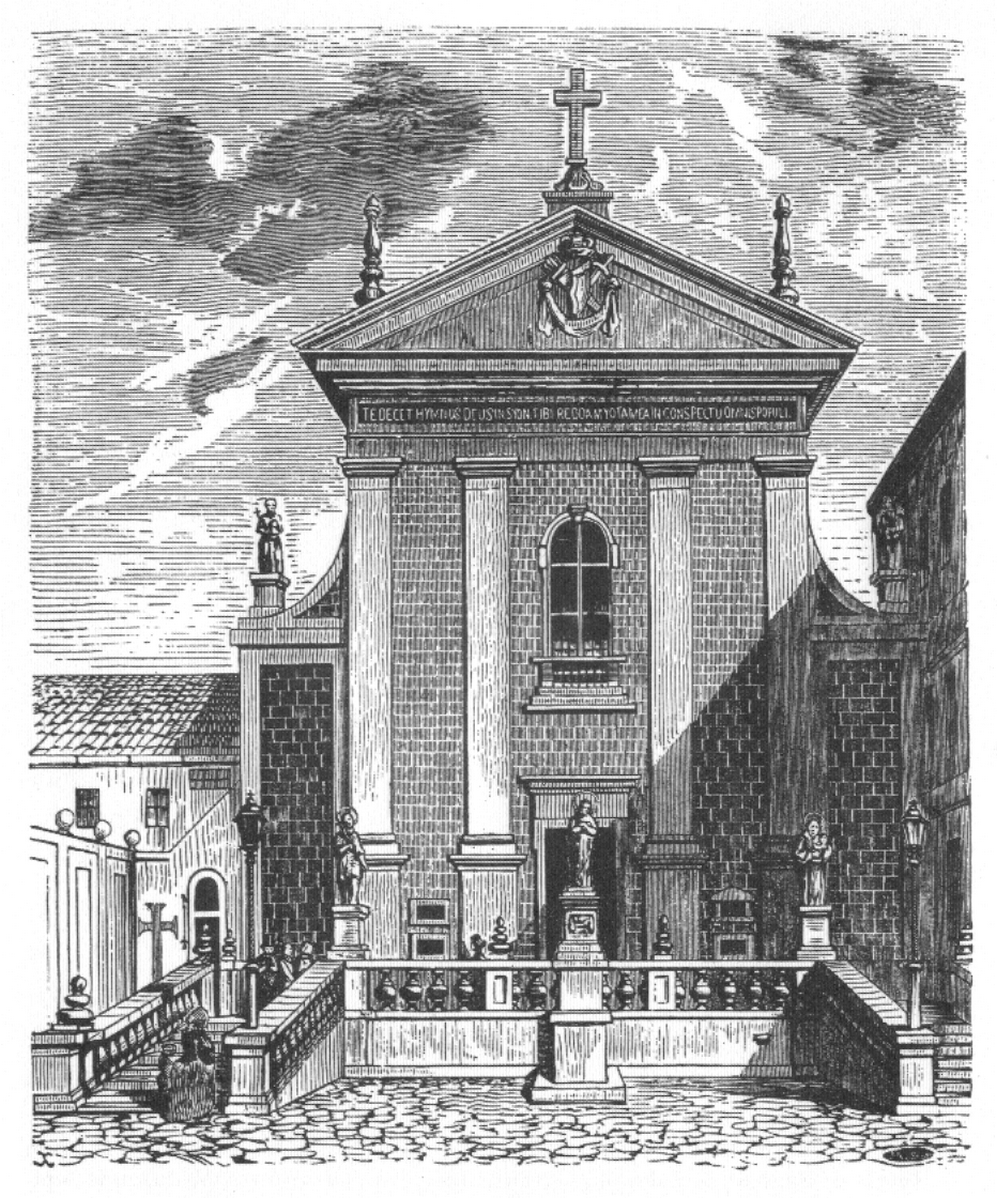
Kościół na drzeworycie Michała Starkmana (ok. 1855)

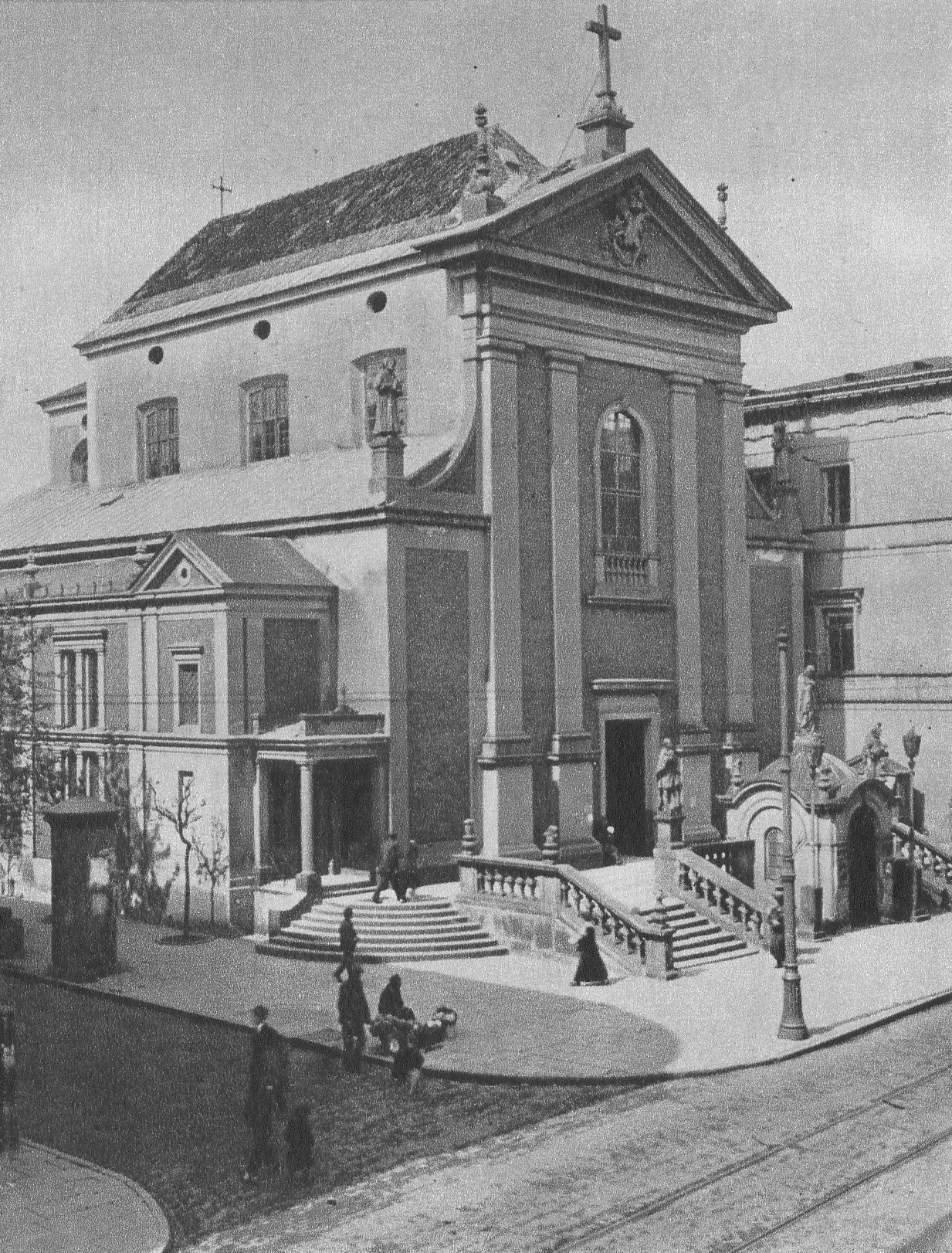
Świątynia przed 1939

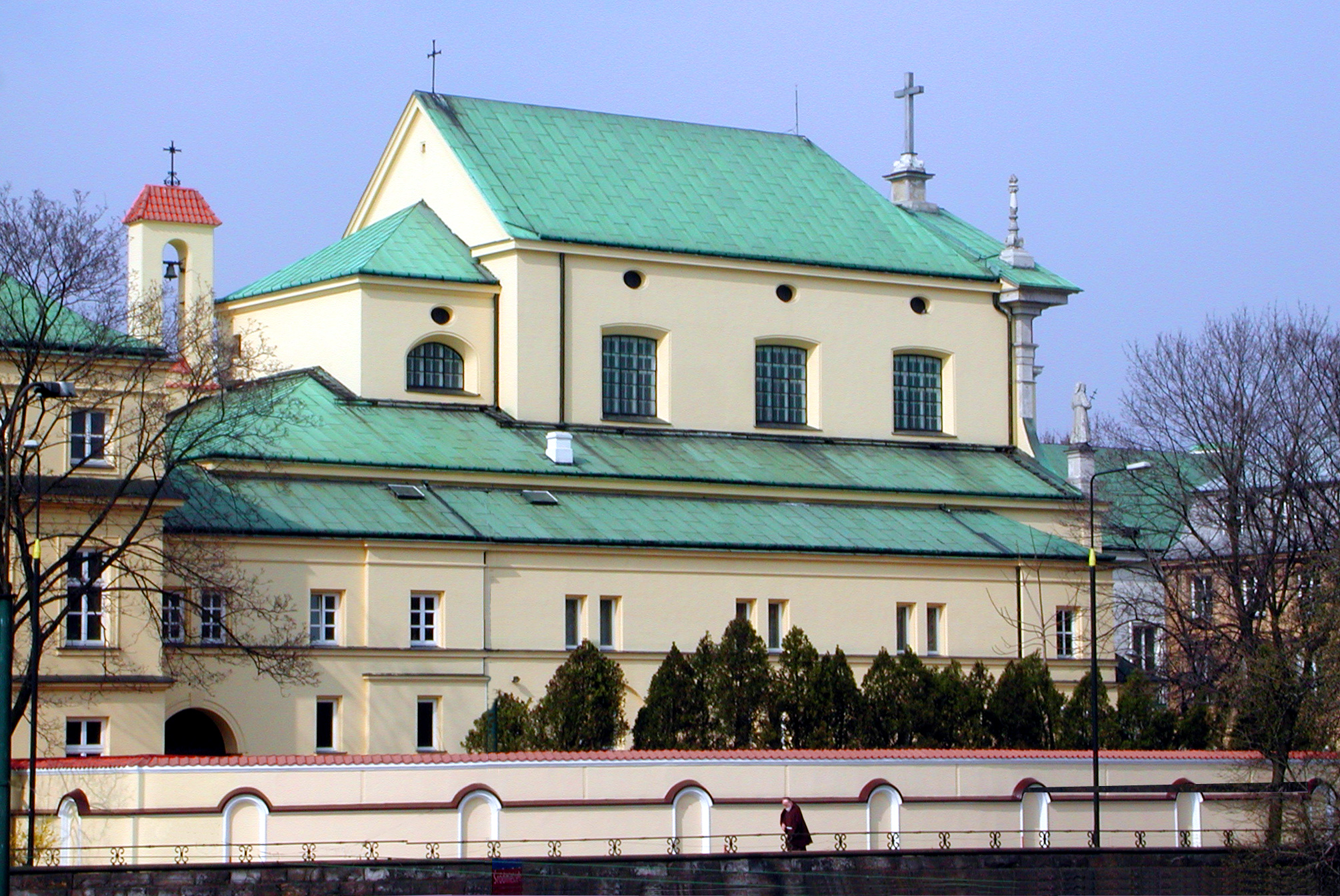
Świątynia od strony ul. Kapucyńskiej

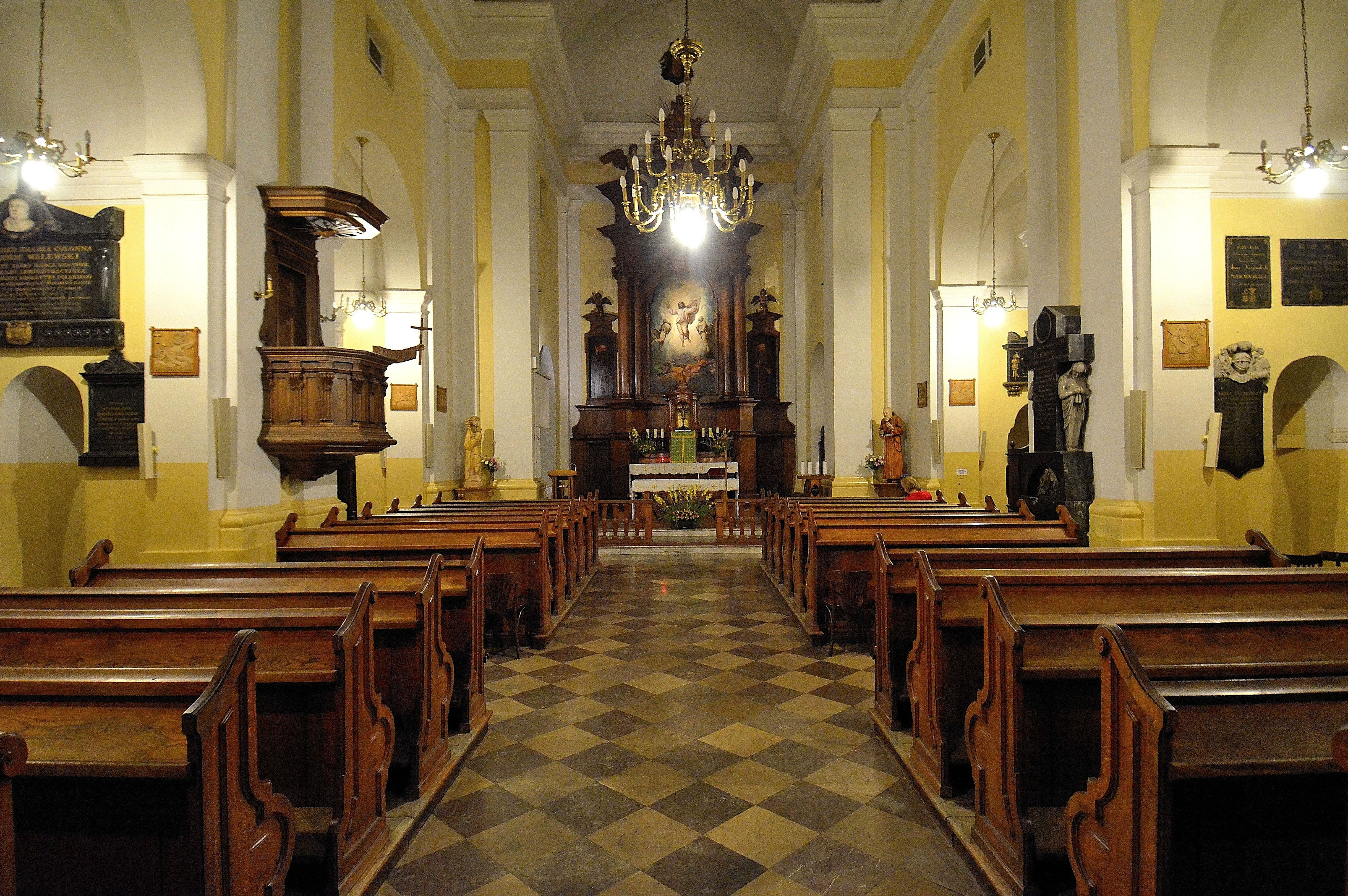
Wnętrze kościoła

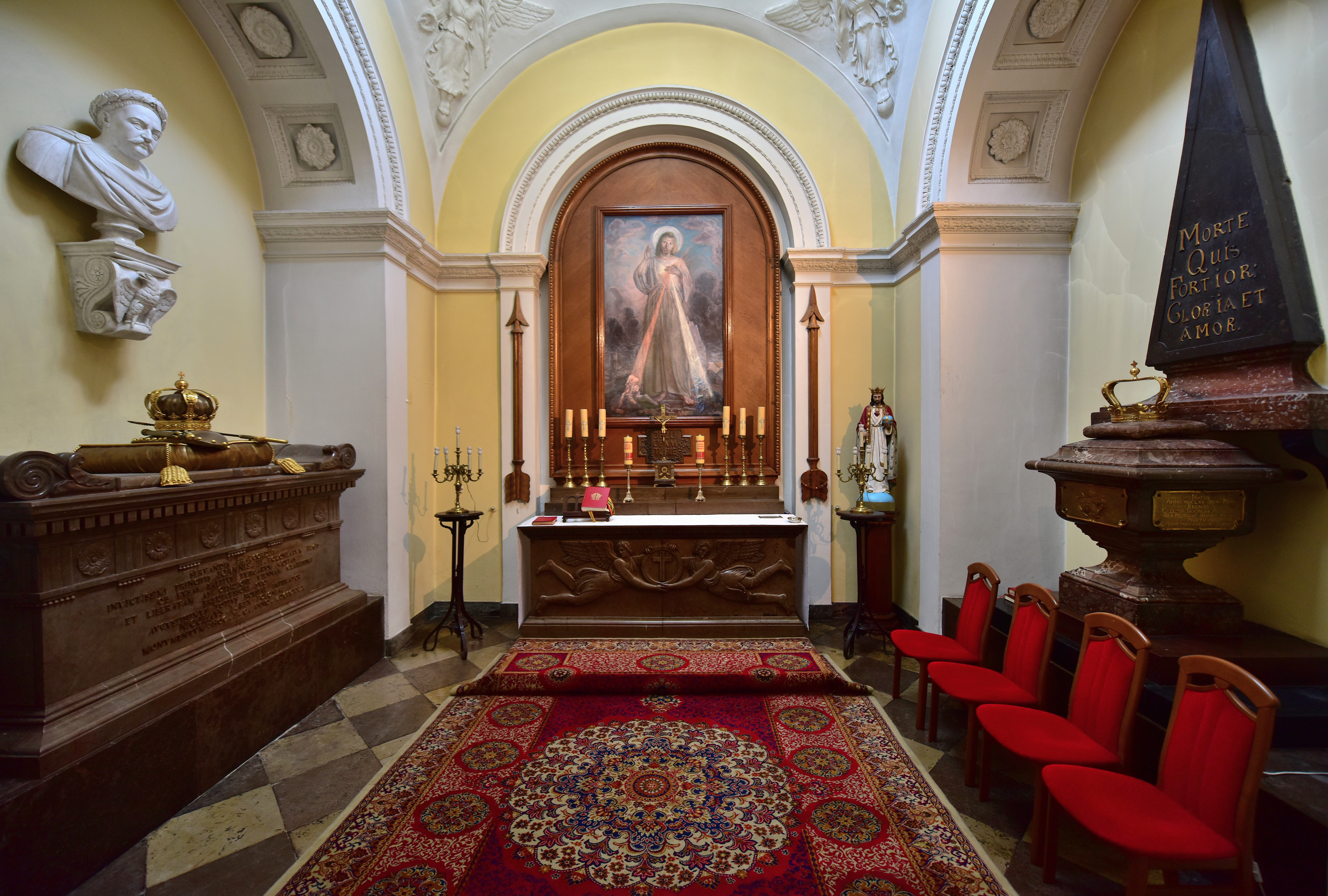
Kaplica Królewska z urnami z sercem Jana III Sobieskiego (po lewej) i z wnętrznościami Augusta II Mocnego (po prawej)

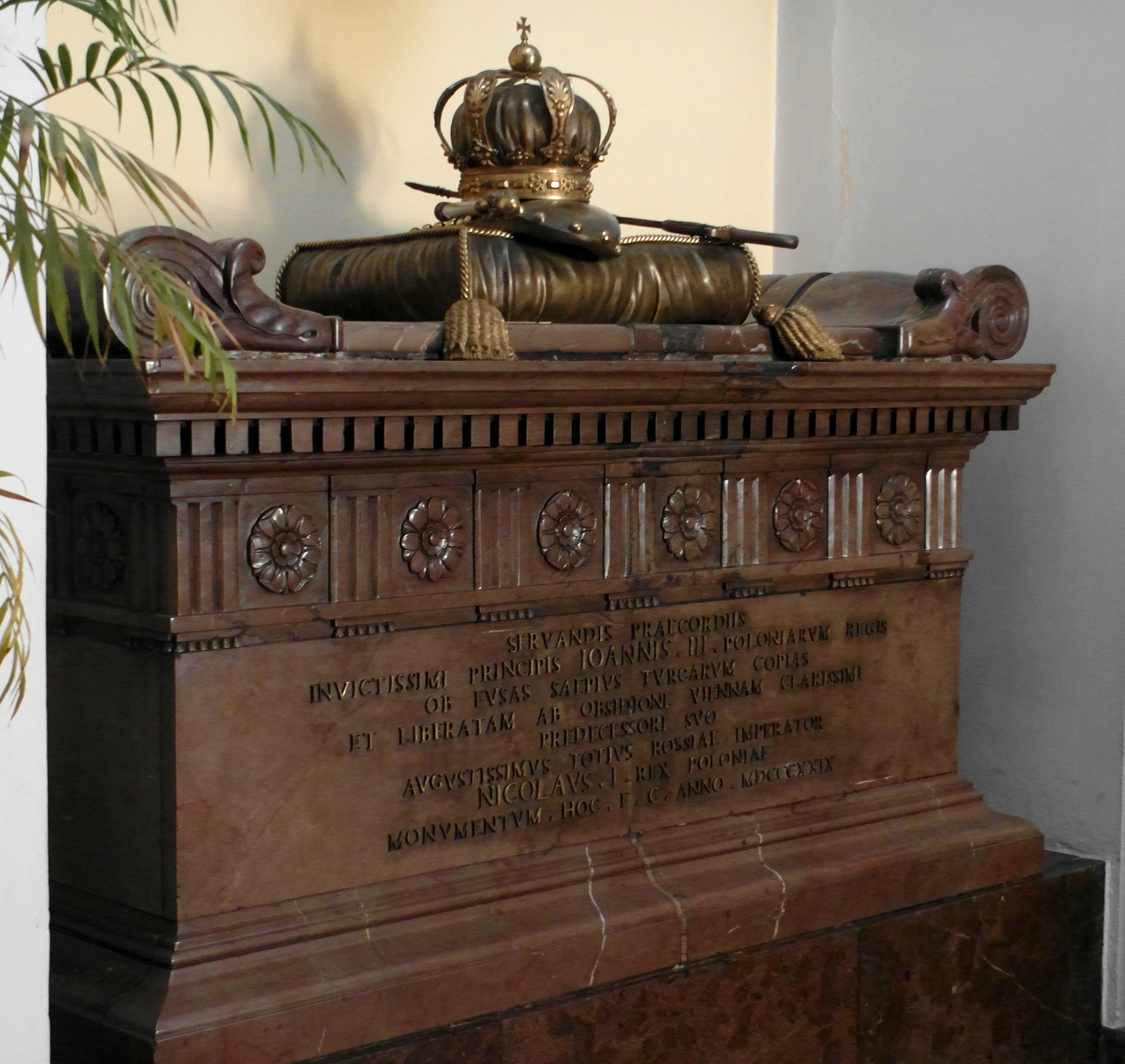
Sarkofag z sercem Jana III Sobieskiego

Kościół Przemienienia Pańskiego, zwyczajowo kościół kapucynów – barokowy kościół ojców kapucynów znajdujący się przy ul. Miodowej w Warszawie. Jest częścią zespołu klasztornego kapucynów.

## Historia
Powstał wraz z klasztorem w latach 1683–1694 z inicjatywy króla Jana III Sobieskiego jako wotum dziękczynne za zwycięstwa w bitwach pod Chocimiem i pod Wiedniem.
Tak J. Bartoszewicz opisuje historię powstania świątyni (z niewielkimi skrótami, pisownia oryginalna):

Zygmuntowi III odmówił Rzym wolności sprowadzenia kapucynów do Polski, dla tego, że ten zakon tak ostry w swoich ustawach, nie mógłby święcie przestrzegać swojej reguły na północy. Nie byli w usiłowaniach swoich szczęśliwsi i dwaj jego synowie, którzy w Polsce panowali... Za to król Sobieski dopiął celu. Podobno ślubem do tego zobowiązany, chcąc podziękować niebu za zwycięstwa nad Turkami i Tatarami jakie otrzymał, postanowił przełamać dla klimatu naszego wstręty Rzymu i udało się mu, bo niedługo ojciec Jakób z Rawenny wysłany przez starszyznę, przybył do Polski 1679 r., żeby przepatrzył i obrał miejsce na klasztory. Odwiedził króla w Jaworowie, a otrzymawszy od niego listy polecające do kardynałów i jenerała, powrócił do Włoch, gdzie głównie sprawę tę popierał książę Michał Radziwiłł szwagier królewski a poseł rzeczypospolitej u ś-tej stolicy. W Rzymie na pierwsze klasztory w Polsce wybrano Warszawę i Kraków. Z bullami przybył drugi raz ojciec Jakób kommisarz do Polski i z trzema zakonnikami przy końcu sierpnia 1681 r., stanął w Warszawie.

Biskup poznański Wierzbowski wydał 27 grudnia 1681 kanoniczne zezwolenie na założenie klasztoru. Król zakupił plac i dom przy ul. Miodowej. W pierwszej kolejności wybudowana została kaplica (1682), w której zakonnicy rozpoczęli odprawianie nabożeństw, szybko zyskując przychylność mieszkańców Warszawy. W kolejnym roku (11 lipca) król nakazał wydać dyplom fundacyjny dla klasztoru. Kamień węgielny pod kościół został położony 23 lipca 1683, w przededniu wyprawy wiedeńskiej. Na uroczystości był obecny Jan III Sobieski, królowa Maria Kazimiera, synowie, nuncjusz apostolski Opizo Pallavicini arcybiskup Efezu, biskup Wierzbowski, senatorowie, hetmani, ministrowie i tłumy warszawiaków. Na kamieniu, zamiast pierwotnych słów Christo Redemptori Joannes III. Polon. Rex … król nakazał wyryć słowa Christo Triumphatori Joannes III. Polon. Rex ….
Na wiosnę 1686 zaczął o. Paweł z Imoli budować klasztor według projektu włoskiego budowniczego – architekta Affaity (młodszego). Ponieważ projekt, swoją wielkością i wspaniałością, zaprzeczał regule zakonnej król zdecydował o budowie klasztoru skromniejszego, dotychczasowy budowniczy Augustyn Locci stworzył nowy projekt a nadzór nad budową powierzono Karolowi Ceroniemu. W maju 1688 król zakupił plac, z przeznaczeniem na dziedziniec i ogrody, rozciągający się od kościoła do pałacu biskupa Zbąskiego.

Ostateczny projekt realizacyjny kościoła przygotował prawdopodobnie Tylman z Gameren. Papież Innocenty XII w brewe z 1 grudnia 1694 wcielił fundacje (wyniesione później do stopnia klasztory) w Warszawie i Krakowie do prowincji toskańskiej, zakazał zakonnikom opuszczania konwentów bez zgody Stolicy Apostolskiej, wyjął braci spod jurysdykcji biskupa diecezjalnego i zezwolił na utworzenie nowicjatu dla 12 Polaków. Nowym kommissarzem jeneralskim kapucynów w Polsce został o. Franciszek Arrezzi. Tak opisuje przybycie o. Arrezzi do Warszawy J. Bartoszewicz (pisownia oryginalna):

... ojciec Franciszek Arrezzi przez Kraków Wisłą z czternastą braćmi przybył do Warszawy. Udali się prosto do kościoła ś-to Jańskiego; tu padłszy na kolana, podziękowali Bogu za szczęśliwą podróż i hymn do ś-go Ambrożego odmówili. Przybiegł zaraz do kościoła ks. Mikołaj Popławski biskup inflancki i czule ich powitał. Było tam, jak mówi kronika klasztorna, kapłanów siedmiu, kleryków trzech i braci pięciu. Szli ojcowie wśród tłumów ludu do swojego klasztoru, tutaj przybywszy złożyli brewjarze (to był cały ich majątek który z sobą przynieśli) i udali się do nuncyjusza księdza Santa Crozze z uszanowaniem... czule od niego powitani wrócili do klasztoru, gdzie zastali już listy od króla i królowej z Jaworowa... Ojcowie nasi oglądali już kościół skończony zupełnie podówczas, skromny na pozór, wewnątrz całkiem mozaikowany. Ojciec Arrezzi przeląkł się tego niesłychanego na kapucynów zbytku...

O. Arrezzi do tego stopnia przejął się wyglądem kościoła, że potrzebna była aż dyspensa papieska (...Porzućcie więc skrupuły, a wsparci sprawiedliwem przekonaniem Jego świętobliwości, módlcie się... tak pisał kardynał Ajaccioli do o. komisarza) aby mogli zakonnicy zacząć odprawiać nabożeństwa.
Napis na fryzie świątyni „Te decet Hymnus Deus in Syon, Tibbi reddam veta mea in conspectu omnis populi”, jest dwuwierszem z Psalmu 65 (64) Dawida, w tłumaczenie z Biblii Tysiąclecia, brzmi: Ciebie należy wielbić, Boże, na Syjonie. Tobie śluby dopełniać, co próśb wysłuchujesz. Na fasadzie umieszczono posągi św. Franciszka Serafickiego i św. Antoniego Padewskiego.
Poświęcenie kościoła odbyło się 11 października 1692 r, ale jego budowa zakończyła się latem 1694 r. Dzwon do kościoła pochodził z zegara pałacowego w Wilanowie. Król miał jeszcze zamiar wybudować kościół dolny, ale warunki geologiczne na to nie pozwoliły i podziemia przeznaczono na krypty.
Jak podaje dziejopis (pisownia oryginalna) ...duch Jana III czuwał nad pobożną fundacyją... Żadne wojska nie zajmowały i niedotknęły wśród kilkuletnich ciągłych od r. 1700 zapasów i pochodów wojennych, kapucynów w Warszawie. Owszem przebywający koleją w stolicy podczas tych zaburzeń monarchowie, August II, Piotr Wielki i Karol XII, zwiedzali z uszanowaniem zwłoki królewskie.)
W 1738 r. w czterech klasztorach w Polsce było około 50 zakonników pochodzenia polskiego i stolica apostolska powierzyła opiekę nad nimi prowincji czeskiej a Benedykt XIV (5 października 1754) kustodię polską podniósł do rangi prowincji, zaś Klemens XIII w 1761 ją usamodzielnił.
Nuncjusz Camillo Paolucci w obliczu mnogiego ludu ukoronował kapucynom obraz Najświęt. Panny, półbiustowy, który im podarował jeden z mieszkańców warszawskich, syndyk klasztoru Fiszer.
W 1781 r. uroczyście obchodzono 100. rocznicę sprowadzenia kapucynów do Polski(pisownia oryginalna):

Obchód tej ważnej dla zakonu a dla mieszkańców stolicy miłej pamiątki, odbył się uroczyście 6 Sierpnia w sam dzień przemienienia Pańskiego, pod dozorem ówczesnego przełożonego klasztoru w Warszawie Ojca Filipeckiego z Markuszowa. W wiliją, przełożony na czele kilku najpoważniejszych ojców konwentu, udał się do Zamku i tam przypuszczony do oblicza królewskiego... prosił z pokorą zakonną o zaszczycenie obecnością swą tak wielkiego obchodu... Nazajutrz udał się król w poważnem gronie senatorów i wodzów wojsk do kościoła na wielką mszę, którą celebrował biskup Smoleński Wodzyński. Kościół ozdobiono wspaniale i gustownie, a cztery portrety królów: Jana III, dwóch Augustów i samego Stanisława Augusta ukazały się uwieńczone laurami. Król po wysłuchaniu mszy udał się do klasztoru... portret zaś swój pędzla Baciarellego, który do ozdobienia uroczystości przysłał był, na zawsze konwentowi darował... Uroczystość skończyła się nieszporami i odśpiewaniem hymnu Te Deum, przy wielkiej iluminacyi kościoła i wystrzałach z dział, które na ten koniec zatoczone były na miodowej ulicy. (w przypisie autor dodaje: „Przez nieopatrzność bowiem, nie otworzono okien podczas salwy Artyleryi, skąd wypadło, że za pierwszym wystrzałem wszystkie szyby popękały w okolicznych pałacach i kamienicach”)

Świątynia posiada skromną fasadę, zachowującą porządek toskański, przyozdobioną herbem Sobieskich – Janina. W fasadę wmurowano też tablicę pamiątkową poświęconą Jurajowi Križanicowi.
W 1965 roku świątynia została wpisana do rejestru zabytków. 
17 czerwca 1983 w czasie swojej drugiej podróży do Polski świątynię odwiedził Jan Paweł II. Papież pomodlił się przed Najświętszym Sakramentem oraz przy urnie z sercem Jana III Sobieskiego w Kaplicy Królewskiej.

## Ołtarze i kaplice w kościele w połowie XIX w[8]
Ołtarz główny z obrazami Przemienienia Pańskiego i św. Wojciecha pędzla Szymona Czechowicza. Na cyborium olejny obraz głowy Chrystusa w koronie cierniowej nieznanego autora. U góry pod sklepieniem, nad ołtarzem, tarcza z koroną z herbem Sobieskich – Janina, podtrzymywana przez aniołów. Na słupach ołtarza głównego, z prawej strony ołtarz św. Jana Nepomucena z olejnym obrazem świętego, po lewej św. Fidelisa (Marka Roya) pierwszego kapucyna męczennika też z obrazem.
Kolejny ołtarz z prawej strony – ołtarz Niepokalanego Poczęcia NMP z ukoronowanym (srebrnymi, pozłacanymi koronami) obrazem NMP. Wcześniej w ołtarzu znajdował się obraz mozaikowy Zwiastowania NMP.
Następny – ołtarz św. Antoniego z Padwy również z olejnym obrazem świętego.
Trzeci ołtarz po prawej stronie – Pana Jezusa, a w nim figura Jego na krzyżu z kości rżnięta, za szkłem, pięknej roboty.
Po lewej stronie znajdowały się tylko dwa ołtarze: św. Franciszka Serafickiego z obrazem świętego pochodzącym z galerii watykańskiej, dar księżnej Czartoryskiej, siostry Stanisława Augusta i ołtarz św. Feliksa, kapucyna, a w niem posąg świętego z wosku, za szkłem, cudami licznemi słynący.
Dwie kaplice znajdowały się po lewej stronie świątyni.
Kaplica dawniej zwana królewską a po złożeniu w niej serca króla (26 czerwca 1830) nazwana kaplicą Jana III, z ołtarzem i obrazem błogosławionego Anioła z Akry pędzla warszawskiego malarza Gładysza, przeniesionym z kościoła św. Anny (oo. bernardynów). W kaplicy tej są zamurowane w sarkofagu (osobiście przez Henryka Marconiego) wnętrzności w skrzynce ołowianej zachowane Jana III oraz serce króla złożone w pomniku przez biskupa Adama Prospera Burzyńskiego w srebrnym naczyniu naczynie owe było w kształcie serca obwiązane. Popiersie Jana III, wykonane z białego marmuru, jest autorstwa Ludwika Kaufmanna. Sarkofag ten znajduje się po prawej stronie ołtarza, zaś po lewej stronie umieszczony jest sarkofag Augusta II Mocnego a w nim urna szara marmurowa ze szczątkami króla. Kaplica była owalna z dwoma oknami, drzwi przeszklone oddzielały ją od kościoła.
Druga kaplica św. Kajetana (dawniej kaplica „brűhlowska”) ma w ołtarzu obraz świętego, nieznanego malarza włoskiego, odkupiony przez księżnę Czartoryską z byłego klasztoru teatynów (mieścił się przy ul. Długiej w domu kanclerza Joachima Litawora Chreptowicza).